# Back to the 80's
"Back to the 80's" é um single da banda de dance-pop Aqua. Foi lançado no dia 25 de maio de 2009, e é o primeiro single da banda em oito anos.

## Antecedentes e composição
O nome da faixa verifica um número de ícones da década de 1980, como Ronald Reagan, satélites orbitais, magras tiras de couro, Don Johnson, Miami Vice, M&M's, Michael Jackson, Commodores 64, Soap, Rocky, Cherry Coke, Mr. T, Twisted Sister, MTV, Iron Maiden, 7 Up, Bananarama, The Breakfast Club, Huey Lewis, Top Gun, ombreiras, David Hasselhoff, Glam metal, Bill Cosby, o Cubo de Rubik, Dynasty, Moon Boots, Devo, Bubble Curls, Poltergeist, Barbie (alusão a música Barbie Girl, de 1997) e Ferris Bueller's Day Off.
Após o lançamento internacional do single, o grupo decidiu alterar a letra "Quando M&M era apenas um lanche e pele de Michael Jackson era negra" a partir da versão original dinamarquesa para "Quando M&M era apenas um lanche e Arnie nos disse eu voltarei". Eles decidiram sobre este assunto, em respeito a Jackson, que morreu apenas um mês após o single ser lançado.